# Питер Тош
Питер Тош (енгл. Peter Tosh, рођен као Winston Hubert McIntosh у Grange Hill, Јамајка, 19. октобар 1944 — 11. септембар 1987) био је певач, музичар, текстописац, композитор, некрунисани краљ реге музике и побуњеник против менталног ропства. Уздрмао је музичку сцену света и Јамајке као један од сновача групе Вејлерс (The Wailers) (1963–1974) и касније као соло музичар.

## Почетак музичке каријере и Вејлерси
Одгајан од његове тетке, као и многа деца са острва у потрази за бољим животм, напустио је дом са 15 година и упутио се ка предграђу Кингстона познатијем као Тренчтаун. Продајући шећерну трску да преживи, у међувремену у гету упознаје Бани Вејлера (Bunny Wailer) и Боб Марлија (Bob Marley) с'којима је ишао на часове певања код Џо Хигса (Joe Higgs), који је хтео да оформи нови бенд. Касније је променио име у Питер Тош и од 1962. трио почиње да пева заједно. Често су свирали на угловима улица Тренчтауна. Питер је помогао да се организује бенд Вејлин Вјелерс, заједно са Џуниор Брејтвејтом (Junior Braithwaite) као вокал, Беверли Келсо (Beverley Kelso) и Чери Смит (Cherry Smith) као пратећи вокал, Бани Вејлер на бубнјевима и Боб Марли на гитари, Питер је свирао клавијатуру.
Успех је био брз када је група снимила хит "Simmer Down", снимили су још неколико хитова док Џуниор, Келсо и Смит нису напустили бенд 1965. Тошов таленат се није зауставио са његовим певачким вештинама, он је такође био и одличан гитариста где је се први пут приказано у хиту из 1963. "I'm Going Home." Такође је био и надарени текстописац као и Бани Вејлер који су помогли да бенд опстане када је Боб напустио групу док је отишао да ради 1966. у САД. Тако су Бани и Питер остали сами и снимали песме до Бобовог повратка.
Тош прави озбиљне планове у започињању соло каријере , и 1971. снима песму Мага дог, у продукцији Џо Гибса, песмом је се успорио темпо музике и постаје популарна код Ди Џејева. После тога снимао је још неколико соло песама. Распадање групе је почело одбијањем Банија да напусти Јамајку са бендом када је требало да крену на турнеју у Велику Британију. Група је у почетку наставила без њега турнеју по Сад-у, а касније и у Великој Британији. Тензија је расла између Питер и Боба, и коначно је дошла крају, 30. новембра у Нортхемптону, када је Питер задао задњи ударац напустивши бенд. Иако је се група састала после 6 месеци за добротворни концерт и касније 1975. за још један концерт, група није постојала и Вејлерси су отишли засебним путем.

## Соло каријера
Тошова прва песма после Вејлерса је била Brand New Secondhand, као нова верзија јер је прва била снимљена за Ли Перија још док је био у Вејерсима. Убрзо потом је уследио Легализуј "Legalize It", која је постала ганџа химна, па је чак добила и забрану на радио станицама.
1975. потписује за издавачку кућу Коламбиа рекордс (Columbia Records), и почиње да ради на свом првом соло албуму, које ће садржати неке старе песме као што су "Burial" и "Ketchy Shuby". Резултати албума стигли су 1976. Интересовање је порасло па је Тош кренуо на турнеју са бендом који је организовао Реч, Звук и Снага (Word, Sound and Power) који су чинили Слај (Sly) и Роби (Robbie) ритам секција, на клавијатури Ерл Вајер Линд (Earl "Wire" Lind) И Ерол Тарзан Нелсон (Errol "Tarzan" Nelson), а на гитари Доналд Кинсеј (Donald Kinsey) и Ал Андерсон (Al Anderson).
Као подршку за албум помогао му је његов друг Бани Вејлер који се у албуму појављује као пратећи вокал. Исте године Бани снима албум Човек са црним срцем (Blackheart Man) у којем се Питер појављује са својим вештинама на инструментима и као пратећи вокал. Неколико месеци касније 1977. уследио је још један албум Једнака Права (Equal Rights) и то ће бити последњи Питеров албум за Кулумбија рекордс.
На Јамајци ствари су се отеле контроли, политички инспирисано насиље је било жестоко. Због рата између банди страдало је доста људи. Острво је било у шоку, тако да су банде склопиле краткотрајно примирје. 22. априла 1978, организован је Једна љубав Мир концерт (One Love Peace Concert) и Питер Тош је позван да наступа пред његовим бившим колегом Марлијем који је се вратио на острво само због концерта. Његов наступ са фестивала је био сниман и сачуван заувек, објављен је тек 2001. Извео је неколико познатих нумера као што су 400 Years, Stepping Razor, Burial, Get Up, Stand Up између песама је држао говоре у којима је критиковао владу и опозицију (неки од њих су били присутни у првим редовима), и концепт мира уопште. Иако је публика ценила његове речи влада и новинари нису, па је већ следећег дана добио гомиле критика у новинама. Певач је остао непокајан.
Тошов наступ је импресионирао и Британског певача Мик Џегерa, који је се затекао у бекстејџу те ноћи, с којим је касније снимио и познату нумеру (Don't Look Back),да би после заједно отишли чак и на турнеју по Америци. Јамјчанин је касније потписао уговор за издавачку кућу Ролинг Стонс.
По повратку на острво Питер је ухапшен због поседовања канабиса, одведен у затвор и тако брутално претучен да је требало 30 копчи да се зашије рана на напрслој лобањи. Поред разбијене главе, сломљене руке и још других повреда насталих од бруталности полиције музичар је почео да ради на свом новом албуму Bush Doctor, у копродукцији са Роби Шекспиром. Много више од претходних албума, на јамајчаниновом албуму овог пута наступали су и изврсни Д Тамалин (The Tamlins - најпоштованија реге група пратећег вокала коју су чинили Карлтон Смит (Carlton Smith), Јуниор Мур (Junior Moore), и Дерик Лара (Derrick Lara) и два најбоља музичара острва Слај и Роби, у две песме је и познати гитариста Ролинг Стонса Кит Ричардс. Музички албум је звучао мање страшан, али две нове верзије песама "I'm the Toughest" и "Dem Ha Fe Get a Beaten" су показивале да Тош није мекан.
Албум Mystic Man дошао је 1979. Година је се обележила и издавањем сингла Buk-In-Hamm Palace и сингла Stepping Razor за познати филм Rockers. Врхунац 1980. био је на спектакуларном на Reggae Sunsplash и та година означена је одличаним Bombo Klaat синглом који је ексклузивно јамајчански, омогућен од стране издавачке куће Intel Diplo HIM. Дует са Гвен Гатри (Gwen Guthrie) Nothing but Love пружен је остатку света.
Успоравање производње је намерно, како је Тошу требало времена да се опорави од батина које је добио од руку полиције. Како год враћа се са осветом 1981. објављивањем албума Wanted Dread & Alive који је спуштен на дно у Америци, али је ипак успешно обишао турнејом Европу и САД. После свих тих активности музичар је узео следећу годину слободну, вратећи се 1983. уз феноменалну песму Johnny B. Goode која је се појавила у америчкој листи Топ 50. Песма је била тест за свој нови албум Mama Africa који је исто стигао те године.
Потом следи још једна турнеја, укључујући и концерт у Свазиленду и као главни извођач наступа Реге Суперџем фестивала у Кингстону. Captured Live издат је наредне године, а забележен је током турнеје. Питер Тош је потом нестао са музичке мапе наредне три године, и то све до 1987. када се појављује са новом песмом In My Song У септембру те године се прикључила на нови албум No Nuclear War.

## Ноћ хорора
Питер Тошу, након повратка на Јамајку, у својој резиденци у Barbican Road, Кингстон 11. септембара 1987, у току ноћи док је са друштвом гледао телевизију преко сателита у дневној соби, човек коме је помогао након што је пуштен из затвора, Денис Лобан (Dennis Lobban) са још двојицом људи који су носили оружије, упао је у кућу и према његовој каснијој тврдњи, циљ му је био да уплаши музичара и можда да га опљачка, али да га је ухватила паника. Крајњи резултат је био то да су Тошу и свим његовим пријатељима, којих је било шест у просторији, пуцано у главу. Питер је лежао мртав као и Фре Ај (Free I) диск џокеј и Билтон Браун (Wilton Brown). Марлен Браун (Marlene Brown) Питерова девојка, бубњар Карлтон Санта Дејвис (Carlton "Santa" Davis) и два друга пријатеља били су рањени, али срећом су преживели.

## Религија
Заједно са Бани Вајлером, а касније се придружио и Боб Марли, Питер је прешао Растафаријанизам.

## Дискографија
- Legalize It (1976)
- Equal Rights (1977)
- Bush Doctor (1978)
- Mystic Man (1979)
- Wanted Dread And Alive (1981)
- Mama Africa (1983)
- No Nuclear War (1987)

.

## Албуми уживо
- Captured Live (1984.
- Live at the One Love Peace Concert (2000)
- Live & Dangerous: Boston 1976 (2001)
- Live At The Jamaica World Music Festival 1982 (2002)
- Complete Captured Live (2004)

### Компилације
Компилација садржи материјал који пре није објављен ван Јамајке
- The Toughest (Heartbeat) (1996)
- Honorary Citizen (1997)
- Scrolls Of The Prophet: The Best of Peter Tosh (1999)
- Arise Black Man (1999)
- Black Dignity (Early Works Of The Stepping Razor) (2001)
- I Am That I Am (2001)
- The Best Of Peter Tosh 1978-1987 (2003)
- Can't Blame The Youth (2004)
- Black Dignity (JAD) (2004)
- Talking Revolution (2005)
- The Ultimate Peter Tosh Experience (2009)

## Албуми на којима се појављује
- Negril (Eric Gale, 1975.[3]
- Rastafari Dub[4] (Ras Michael & The Sons of Negus, 1975)
- Blackheart Man (Bunny Wailer, 1976)[5]
- Protest, (Bunny Wailer, 1977)
- Word Sound and Power (Chris Hinze, 1980)